# 네팔-중국 국경

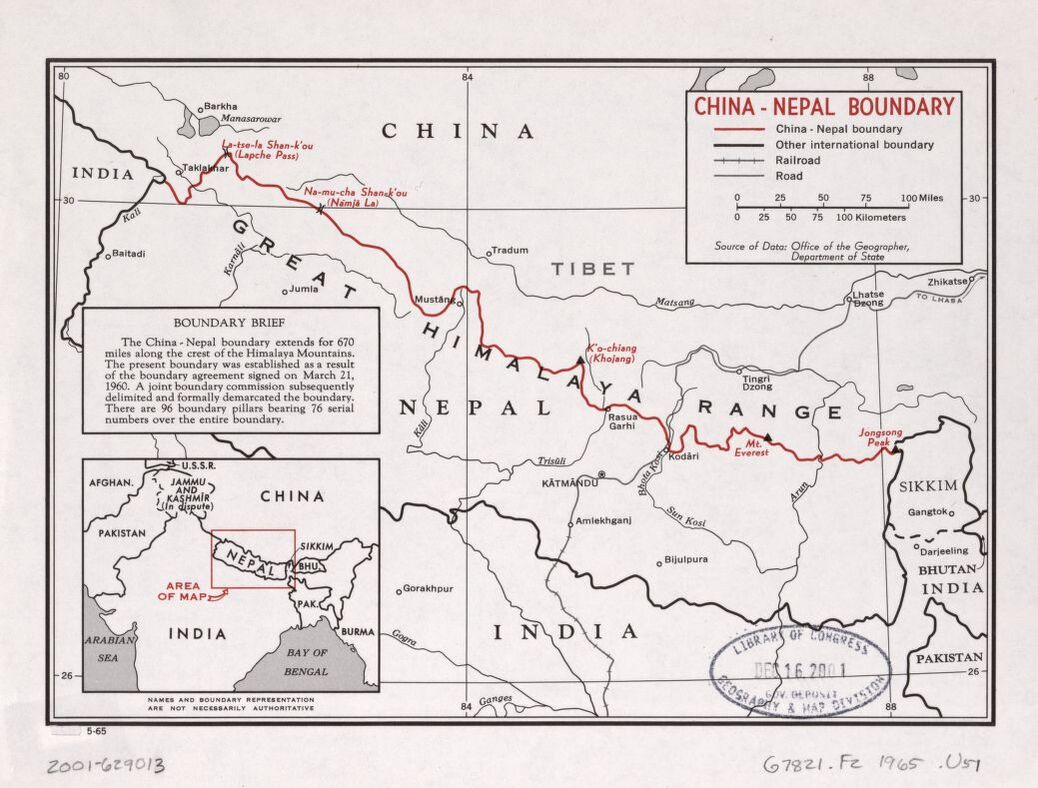
네팔-중국 국경 지도

네팔-중국 국경은 네팔과 중화인민공화국의 티베트 자치구 사이의 국제 국경이다. 길이는 1,389 킬로미터 (863 mi)이며, 세계 최고봉인 에베레스트산을 포함하여 히말라야산맥을 따라 북서-남동 방향으로 뻗어 있다. 이 국경의 경계는 시간이 지남에 따라 크게 변했는데, 특히 1949년 중화인민공화국의 티베트 합병과 같은 비교적 최근의 사건들을 고려하면 더욱 그러하다. 그러나 현대에 가장 중요한 발전은 1956년 "중화인민공화국과 네팔 왕국 간의 우호 관계 유지에 관한 협정"과 1960년 "중국-네팔 평화우호 조약"의 서명이었다. 이 두 조약은 티베트를 중국의 일부로 공식적으로 인정하고 오늘날 알려진 중국과 네팔의 국경을 확인했다.

## 설명

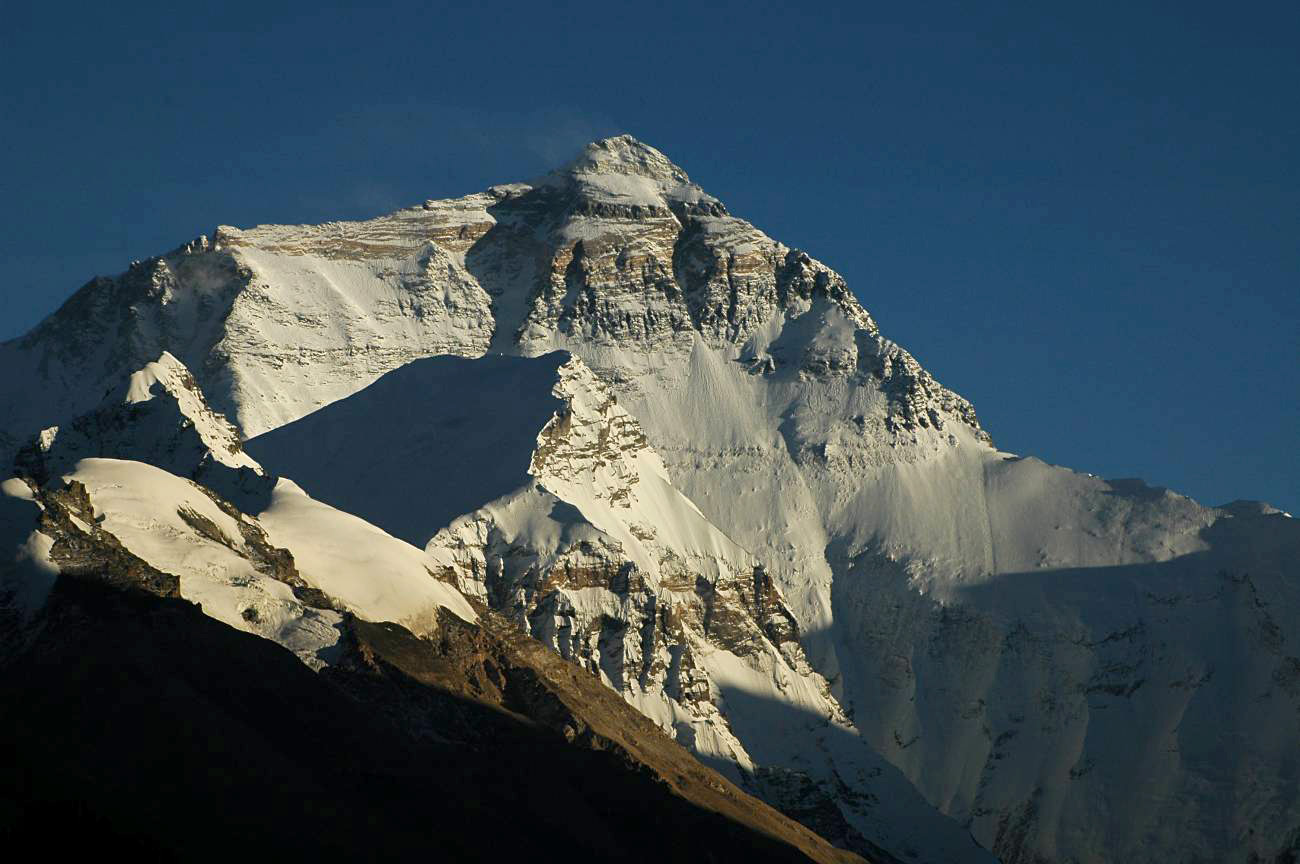
티베트 룽북 사원에서 본 에베레스트산

이 국경은 서쪽으로 수두르파스침주의 팅카르 고개 근처에 있는 인도와의 서부 삼합점에서 시작한다. 그 다음 우라이 고개까지 남동쪽으로 진행한 후 북동쪽으로 방향을 틀어 잠시 카르날리강을 이용하다가 랍체 고개에서 남동쪽으로 꺾인다. 이후 만자, 타우, 마리마, 핀두, 갸라, 라징, 팝티 고개 등 다양한 산맥 봉우리를 지나 에베레스트산, 마칼루산, 살라숭고산 등을 포함한 히말라야 산맥의 여러 산등성이를 따라 그 방향으로 나아간다. 국경은 종송봉에서 인도와의 동부 삼합점에서 끝난다.

## 역사
이 국경 지역은 역사적으로 다양한 네팔, 인도, 티베트 왕국의 경계에 존재했다. 네팔인과 티베트인 사이의 국경 무역은 수세기 동안 존재했으며, 예를 들어 모섬유, 차 (음료), 향신료, 소금 등이 거래되었다. 18~19세기에 여러 네팔-티베트 조약이 체결되었지만, 이 조약들은 정확한 국경을 획정하기보다는 모호하게 정의된 영토의 소유권에 관한 것이었다.
1950~51년에 중화인민공화국이 티베트를 합병하면서, 국경을 따라 혼란스러운 상황을 이어받았다. 1960년 3월 21일 국경 조약이 체결되어 "전통적인 관습선"을 인정하고, 보다 정확한 국경을 획정하기 위한 공동 국경 위원회가 설립되었다. 위원회는 작업을 완료한 후 1961년 10월 5일 최종 국경 조약을 체결했다. 이후 국경은 지상에 기둥으로 표시되었고, 1963년 1월 23일 최종 의정서가 서명되었다.
네팔 정부는 경제적 지원을 잃을까 봐 중국과의 영토 분쟁을 부인하거나 경시하는 경향이 있다. 2021년 네팔 정부는 중국의 국경 침해를 문서화했지만 이후 해당 보고서를 검열했다.

## 칼라파니 국경 분쟁
서부 중국-네팔-인도 삼합점은 1990년대부터 네팔과 인도 사이의 칼라파니 영토의 일부로 분쟁 중이다. 2015년 네팔 의회는 리풀레크를 통한 인도와 중국의 무역 협정에 대해 '분쟁 지역에 대한 네팔의 주권을 침해한다'며 반대했다. 2015년 나렌드라 모디 인도 총리의 중국 방문 이후 인도와 중국은 리풀레크에 무역소를 개설하기로 합의했고, 네팔은 이에 반대했다.
2020년 11월, 네팔 정치인들은 중국이 150헥타르가 넘는 네팔 영토를 합병했다고 주장했다. 2021년 9월 네팔 정부는 홈부 공동 비서 자야 나라얀 아차리아(Jaya Narayan Acharya)를 단장으로 하는 팀을 구성하여 훔라구의 남카 지방자치단체의 리미 분쟁을 조사하게 했다. 이 팀은 측량청 부국장 수실 당골, 네팔 경찰청 수석 경감 우메시 라지 조시, 무장 경찰대 수석 경감 프라딥 쿠마르 팔, 국가수사국 공동 국장 키쇼르 쿠마르 슈레스타, 홈부 비서 아차리아로 구성되었다. 이 팀은 9월 26일 보고서를 제출하여 주장이 사실임을 확인했다. 보고서는 분쟁 해결을 위한 공동 부대를 제안했다.
또한, NC 카르날리주 의회 당과 전 장관인 지반 바하두르 샤히가 이끄는 팀도 네팔 영토를 되찾을 것을 요구하는 보고서를 제출했다. 이 문제는 네팔 의회당 부총재이자 제2차 다할 내각의 부총리였던 전 내무부 장관 비말렌드라 니디에 의해 제기되고 지지되었다.
2022년 초, 네팔 정부 보고서가 유출되었다. 이 보고서는 이전에 주장되었던 건물들이 중국 측에 있었지만, 중국이 네팔 영토를 침범하여 울타리, 운하, 도로를 건설했음을 발견했다.

## 국경 통과 지점
2012년 네팔과 중국은 새로운 통관항을 개설하여 총 6개의 공식 통관항을 두기로 합의했다. 이 중 3개는 국제 통관항으로 지정되었고, 나머지 3개는 양자 무역 전용으로 지정되었다.
우의 도로의 장무와 코다리 사이 국경 통과 지점은 1968년부터 운영되었다. 2014년에는 라수와 요새 (라수와가디)의 국경 통과 지점이 상업용으로 개방되었고, 2017년부터는 외국인에게도 개방되었다. 또한, 이 국경 통과 지점은 미래에 양국 간 철도 통과 지점으로 고려되고 있다.
서부 삼합점 근처의 부랑진-힐사와 같은 다른 통과 지점들은 접근성이 넓지는 않지만 오랫동안 중국과 네팔 간의 현지 무역에 사용되어 왔다. 일부 통과 지점은 현지 무역에 너무 중요해져서 2008년 2008년 하계 올림픽 기간 동안 중국이 국경 통제를 강화했을 때 키마탄카와 같은 마을들은 현지 무역 중단으로 인해 식량 부족을 겪었다. 가장 최근에 개방된 국경 통과 지점인 코랄라는 2023년에 운영을 시작했다.
| 조약명(다른 이름)          | 관할 구역                             | 상태 | 국제 통행 | 통과 위치                                                         | 국경 고도           | 최대 티베트 자치구 내부 | 비고                |
| -------------------------- | ------------------------------------- | ---- | --------- | ----------------------------------------------------------------- | ------------------- | ----------------------- | ------------------- |
| 부랑–야리 (시에르와)       | 힐사, 훔라구 부랑진, 부랑현           | 활성 | 예        | 북위 30° 09′ 12″ 동경 81° 20′ 00″ / 북위 30.15333° 동경 81.33333° | 3,640 m (11,900 ft) | 4,720 m (15,500 ft)     |                     |
| 렉체—네충 (코랄라)         | 로만탕, 무스탕구 야그라, 중바현       | 활성 | 아니요    | 북위 29° 19′ 24″ 동경 83° 59′ 09″ / 북위 29.32333° 동경 83.98583° | 4,620 m (15,200 ft) |                         |                     |
| 지룽–라수와                | 라수와 가디, 라수와구 지룽, 지룽현    | 활성 | 예        | 북위 28° 16′ 45″ 동경 85° 22′ 43″ / 북위 28.27917° 동경 85.37861° | 1,850 m (6,100 ft)  | 5,230 m (17,200 ft)     |                     |
| 장무–코다리                | 타토파니, 신두팔초크구 장무, 녜라무현 | 활성 | 예        | 북위 27° 58′ 24″ 동경 85° 57′ 50″ / 북위 27.97333° 동경 85.96389° | 1,760 m (5,800 ft)  | 5,150 m (16,900 ft)     |                     |
| 첸탕–키마탄카              | 키마탄카, 산쿠와사바구 첸탕, 딩제현   | 예정 | 아니요    | 북위 27° 51′ 30″ 동경 87° 25′ 30″ / 북위 27.85833° 동경 87.42500° | 2,248 m (7,400 ft)  |                         | 현지 무역 현재 존재 |
| 료그–올랑충 골라 (팁타 라) | 올랑충 골라, 타플레중구 료그, 딩제현  | 예정 | 아니요    | 북위 27° 49′ 00″ 동경 87° 44′ 00″ / 북위 27.81667° 동경 87.73333° | 5,095 m (16,700 ft) |                         | 현지 무역 현재 존재 |

## 갤러리
서쪽에서 동쪽으로 가는 국경 통과 지점
- 부랑-힐사 통과 지점 근처의 나라 라
- 코랄라 근처 로만탕에서 인민해방군 국경 초소를 통해 본 국경 너머 풍경
- 지룽-라수와 통과 지점의 중국 통과 지점 건물
- 장무-코다리 통과 지점의 중국-네팔 우정교

20세기 중반/후반의 세계 지도 및 작전 항해 지도에 나타난 서쪽에서 동쪽으로의 국경 역사 지도:

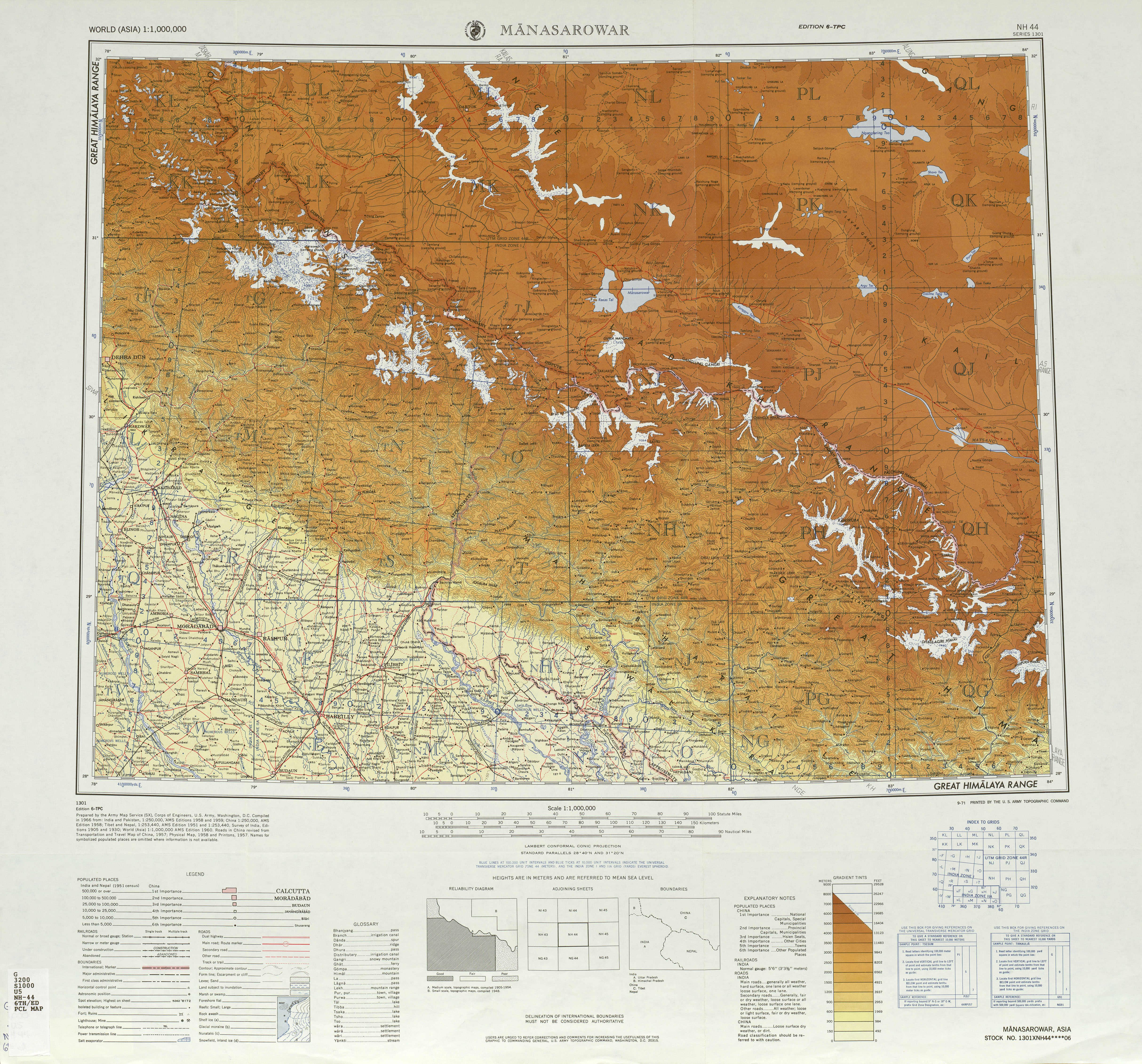
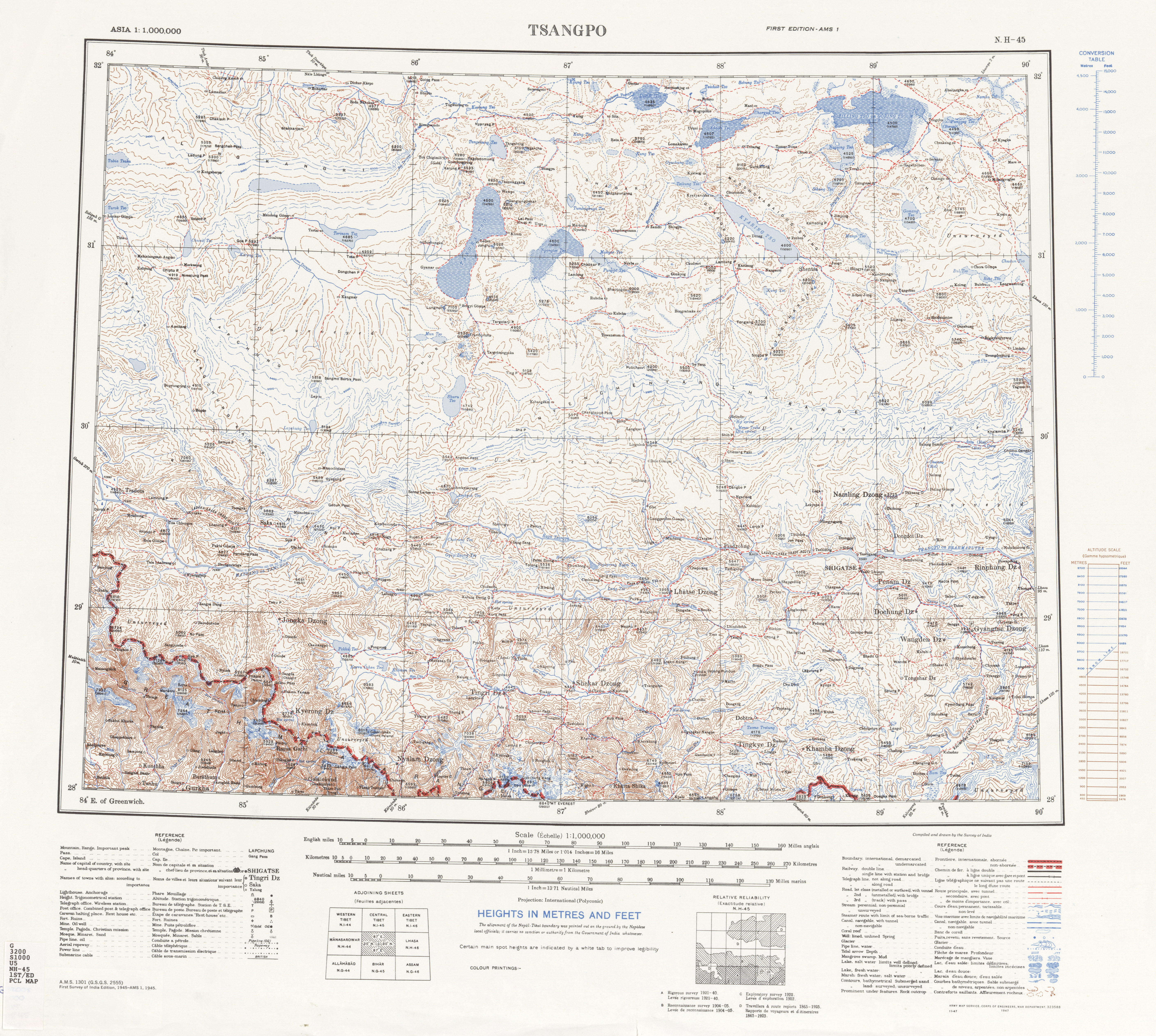
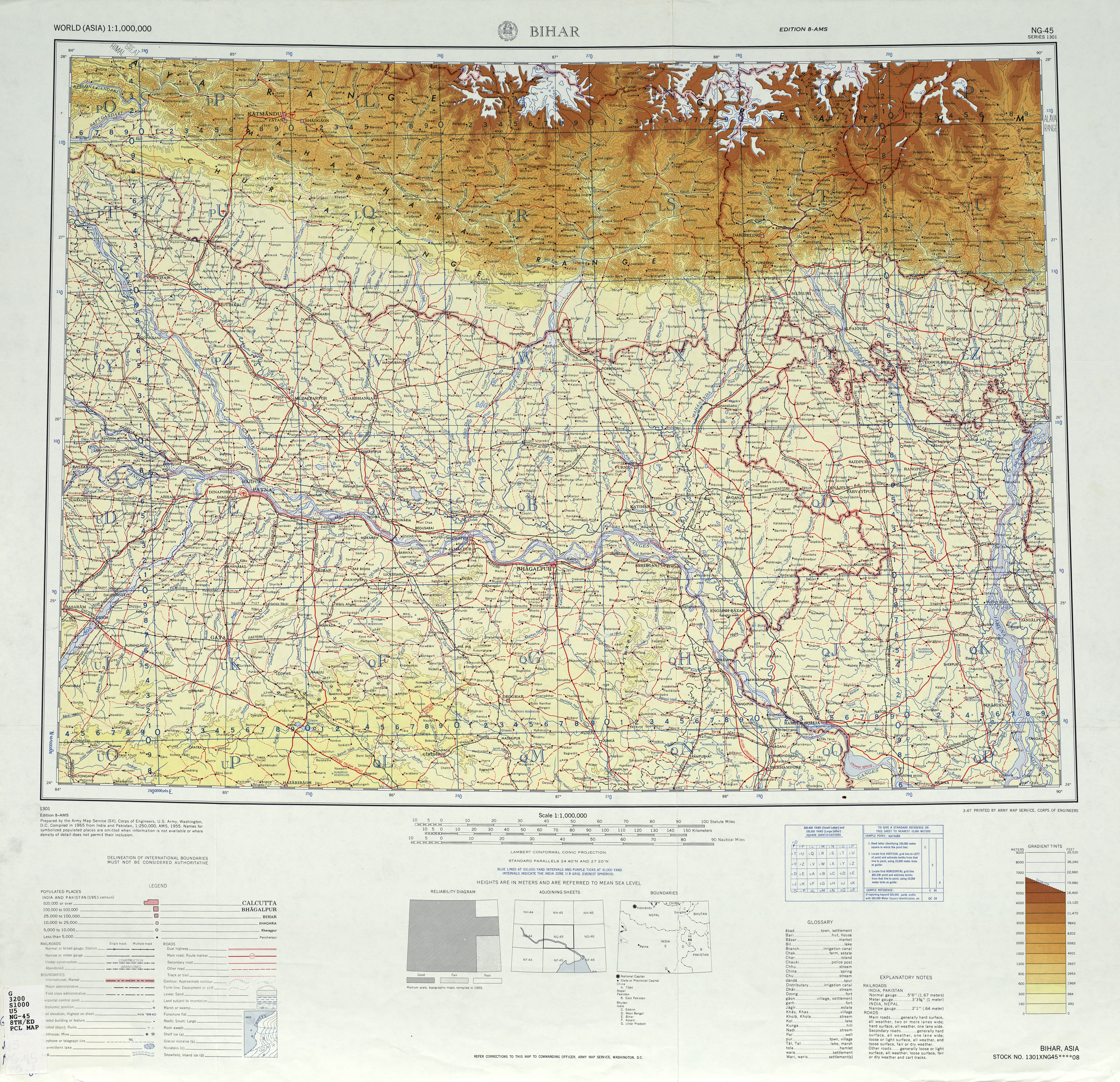
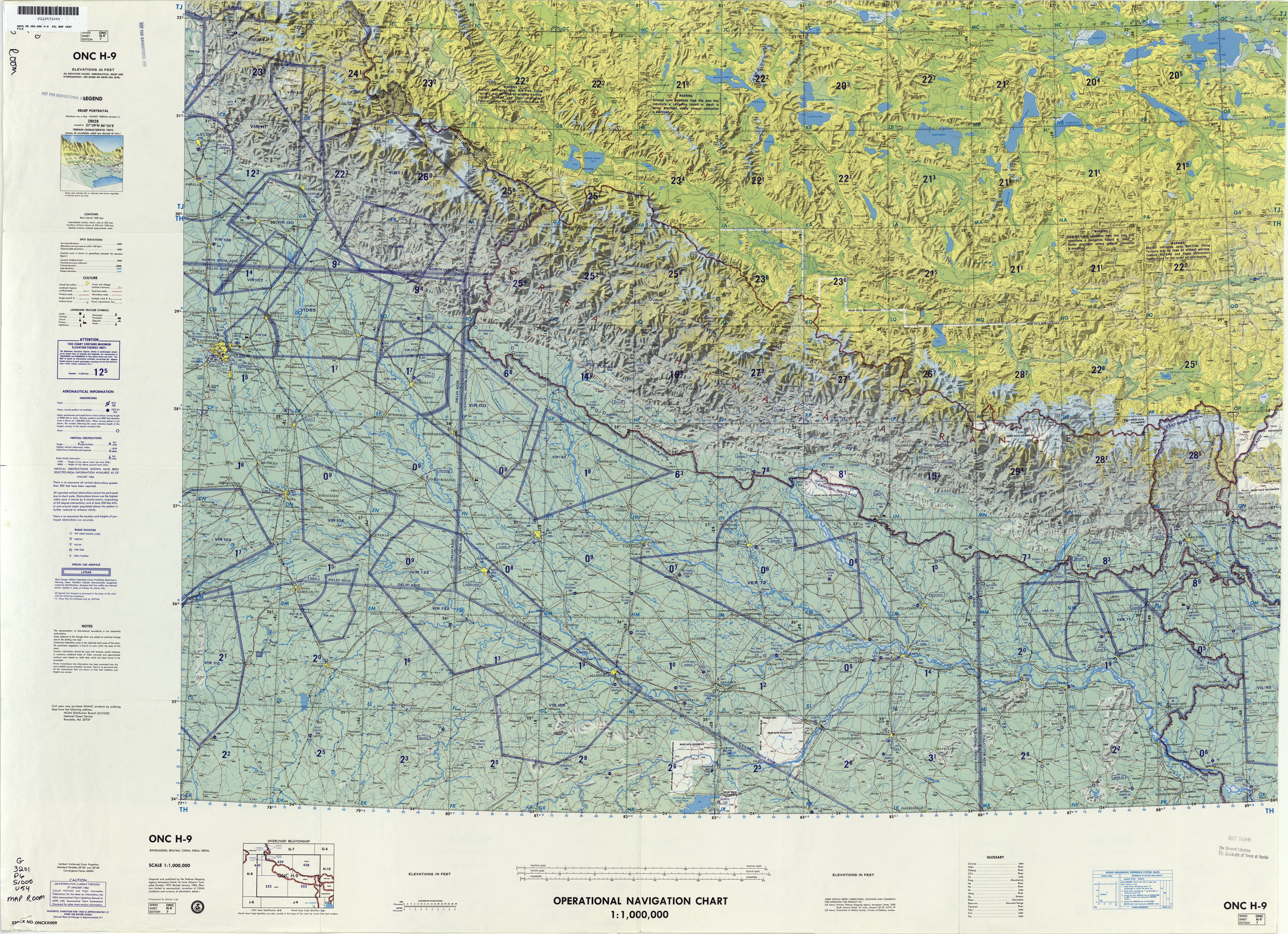

## 같이 보기
- 네팔-중국 관계

## 더 읽어보기
- 티와리, 치트라 K. (2012), 〈중국-네팔 국경: 잠재적 위험 지역?〉,   브루스 엘러먼; 스티븐 코트킨; 클라이브 스코필드, 《베이징의 힘과 중국의 국경: 아시아의 스무 이웃》, 테일러 & 프랜시스, 205–쪽, ISBN 9781317515647